# Załęcze Małe (gromada)
Załęcze Małe – dawna gromada, czyli najmniejsza jednostka podziału terytorialnego Polskiej Rzeczypospolitej Ludowej w latach 1954–1972.
Gromady, z gromadzkimi radami narodowymi (GRN) jako organami władzy najniższego stopnia na wsi, funkcjonowały od reformy reorganizującej administrację wiejską przeprowadzonej jesienią 1954 do momentu ich zniesienia z dniem 1 stycznia 1973, tym samym wypierając organizację gminną w latach 1954–1972.
Gromadę Załęcze Małe siedzibą GRN w Załęczu Małym utworzono – jako jedną z 8759 gromad na obszarze Polski – w powiecie wieluńskim w woj. łódzkim, na mocy uchwały nr 40/54 WRN w Łodzi z dnia 4 października 1954. W skład jednostki wszedł obszar dotychczasowej gromady Załęcze Małe oraz wieś Gligi, wieś Cieśle i wieś Troniny z dotychczasowej gromady Gligi ze zniesionej gminy Mierzyce a także obszar dotychczasowej gromady Załęcze Wielkie ze zniesionej gminy Pątnów w tymże powiecie. Dla gromady ustalono 13 członków gromadzkiej rady narodowej.
29 lutego 1956 z gromady Załęcze Małe wyłączono wieś Jarzębie włączając ją do gromady Przywóz w tymże powiecie.
Gromada przetrwała do końca 1972 roku, czyli do kolejnej reformy gminnej.